# Rombiolo
Rombiolo ist eine süditalienische Gemeinde (comune) mit 4282 Einwohnern (Stand 31. Dezember 2023) in der Provinz Vibo Valentia in Kalabrien. Die Gemeinde liegt etwa 11 Kilometer südwestlich von Vibo Valentia. Bis zum Tyrrhenischen Meer sind es in südwestlicher Richtung etwa 9 Kilometer.